# José Antonio Sáinz de Vicuña
José Antonio Sáinz de Vicuña és un productor de cinema espanyol, creador de la societat productora Impala el 1960.

## Carrera
Es va graduar a la Universitat Yale, on va ser editor sènior de la revista d'humor del campus The Yale Record.
Va ser president de Warner Española, una companyia que col·laborava amb Warner Bros. i durant trenta anys va distribuir tots els productes de WB a Espanya. També va ser president de Warner Home Video a Espanya durant deu anys.
Com a vicepresident d'Incine, també va participar en la distribució de pel·lícules de la 20th Century Fox entre el 1970 i el 1988. En diferents èpoques de les darreres dècades, també va distribuir Columbia Pictures, Disney i PolyGram mentre aquesta companyia es mantenia activa.
Va formar part de la junta directiva de Cinesa, la cadena de cinemes més important d'Espanya, així com de la junta de cinemes Warner-Lusomundo.
Va crear CINEPAQ juntament amb Canal+ France. El 1992, CINEPAQ es va fusionar amb IDEA, una empresa del Grup Prisa, i va constituir Sogepaq. Va ser president de SOGEPAQ, una empresa que va finançar la majoria de les millors pel·lícules de taquilla d'Espanya durant els darrers vint anys, a més de crear el catàleg modern més llarg de llargmetratges espanyols.
Del 1997 al 2000 va ser membre de la junta de l'Acadèmia del Cinema Europeu. Juntament amb Luis García Berlanga i Alfredo Matas, ha concebut i promocionat els Estudis Ciutat de la Llum a Alacant, un dels estudis més moderns d'Europa. S'han rodat 35 pel·lícules a CDLL des que va començar a funcionar el 2005.
El 2007 se li va concedir la Medalla d'Or d'EGEDA.

## Filmografia
| Any  | Títol                                                | Director(s)                      |
| ---- | ---------------------------------------------------- | -------------------------------- |
| 2008 | 8 citas                                              | Peris Romano i Rodrigo Sorogoyen |
| 2007 | Goal II, viviendo el sueño                           | Jaume Collet Serra               |
| 2005 | Los dos lados de la cama                             | Emilio Martínez Lázaro           |
| 2003 | Dos tipos duros                                      | Juan Martínez Moreno             |
| 2002 | El otro lado de la cama                              | Emilio Martínez Lázaro           |
| 2001 | Algunas chicas doblan las piernas cuando hablan      | Ana Díez                         |
| 2001 | Hacerse el sueco                                     | Daniel Díaz Torres               |
| 2000 | Gitano                                               | Manuel Palacios                  |
| 1997 | 99.9                                                 | Agustí Villaronga                |
| 1993 | Amor y deditos del pie                               | Luis Felipe Rocha                |
| 1992 | El laberinto griego                                  | Rafael Alcázar                   |
| 1992 | Sevilla connection                                   | José Ramón Larraz                |
| 1991 | Ni se te ocurra                                      | Luis María Delgado               |
| 1991 | Nunca estuve en Viena                                | Antonio Larreta                  |
| 1991 | El invierno en Lisboa                                | Jose A. Zorrilla                 |
| 1990 | Aquí huele a muerto                                  | Álvaro Sáenz de Heredia          |
| 1990 | Dancing Machine                                      | Gilles Behat                     |
| 1990 | Álbum de familia                                     | Luis Galvao                      |
| 1987 | Policía                                              | Álvaro Saenz de Heredia          |
| 1985 | Yo, el vaquilla                                      | Jose Antonio de la Loma          |
| 1985 | Flesh and blood                                      | Paul Verhoeven                   |
| 1985 | La rapsodia de los cuatreros                         | Hugo Wilson                      |
| 1984 | Café, coca y puro                                    | Antonio del Real                 |
| 1984 | Violines y trompetas                                 | Rafael Romero Marchent           |
| 1984 | Las fantasías de Cuny                                | Joaquín Luis Romero Marchent     |
| 1984 | Camila                                               | María Luisa Bemberg              |
| 1984 | Las bicicletas son para el verano                    | Jaime Chávarri                   |
| 1982 | La Biblia en pasta                                   | Manuel Summers                   |
| 1982 | Freddy el croupier                                   | Álvaro Saenz de Heredia          |
| 1982 | Cecilia                                              | Humberto Solás                   |
| 1982 | El cabezota                                          | Francisco Lara Polop             |
| 1982 | Pares y nones                                        | José Luis Cuerda                 |
| 1981 | Asesinato en el Comité Central                       | Vicente Aranda                   |
| 1981 | El crack                                             | José Luis Garci                  |
| 1980 | La mano negra                                        | Fernando Colomo                  |
| 1980 | El divorcio que viene                                | Pedro Masó                       |
| 1980 | Ángeles gordos                                       | Manuel Summers                   |
| 1980 | Sentados al borde de la mañana con los pies colgando | Antonio J. Betacor               |
| 1980 | 127 millones libres de impuestos                     | Pedro Masó                       |
| 1979 | La miel                                              | Pedro Masó                       |
| 1979 | La familia bien, gracias                             | José Luis López Vázquez          |
| 1978 | Hierba salvaje                                       | Luis Mª Delgado                  |
| 1978 | Los restos del naufragio                             | Ricardo Franco                   |
| 1977 | Tengamos la guerra en paz                            | Eugenio Martín                   |
| 1977 | La escopeta nacional                                 | Luis García Berlanga             |
| 1977 | Pepito piscinas                                      | Luis Mª Delgado                  |
| 1977 | Nunca es tarde                                       | Jaime de Armiñán                 |
| 1977 | Niñas… al salón                                      | Vicente Escrivá                  |
| 1977 | Ensalada Baudelaire                                  | Leopoldo Tusquets                |
| 1977 | Los días del pasado                                  | Mario Camus                      |
| 1977 | La coquito                                           | Pedro Masó                       |
| 1977 | Cacique Bandeira                                     | Héctor Olivera                   |
| 1976 | Cambio de sexo                                       | Vicente Aranda                   |
| 1976 | La espada negra                                      | Francesc Rovira Beleta           |
| 1976 | Señoritas de uniforme                                | Luis Mª Delgado                  |
| 1976 | La menor                                             | Pedro Masó                       |
| 1976 | La lozana andaluza                                   | Vicente Escrivá                  |
| 1976 | El bengador justiciero y su pastelera madre          | Forges                           |
| 1976 | Call girl (vida privada de la Srta. Julia)           | Eugenio Martín                   |
| 1975 | Jo, papá                                             | Jaime de Armiñán                 |
| 1975 | Las adolescentes                                     | Pedro Masó                       |
| 1975 | Zorrita Martínez                                     | José Luis López Vázquez          |
| 1975 | La joven casada                                      | Mario Camus                      |
| 1975 | País, S.A.                                           | Forges                           |
| 1975 | Clara es el precio                                   | Vicente Aranda                   |
| 1974 | Yo la vi primero                                     | Fernando Fernán Gómez            |
| 1974 | Un hombre como los demás                             | Pedro Masó                       |
| 1974 | El comisario G                                       | Fernando Merino                  |
| 1974 | Open season (los cazadores)                          | Meter Collinson                  |
| 1973 | Pisito de solteras                                   | Fernando Merino                  |
| 1973 | El amor del capitán Brando                           | Jaime de Armiñán                 |
| 1973 | Mi profesora particular                              | Jaime Camino                     |
| 1973 | Un trabajo tranquilo                                 | Pasquale Festa Campanile         |
| 1973 | Los pájaros de Baden Baden                           | Mario Camus                      |
| 1972 | Experiencia Prematrimonial                           | Pedro Masó                       |
| 1969 | La Lola dicen que no vive sola                       | Jaime de Armiñán                 |
| 1969 | Urtain, el rey de la selva... o así                  | Manuel Summers                   |
| 1968 | ¿Por qué te engaña tu marido?                        | Manuel Summers                   |
| 1967 | Una señora estupenda                                 | Eugenio Martín                   |
| 1966 | Con el viento solano                                 | Mario Camus                      |
| 1965 | Joaquín Murrieta                                     | George Sherman                   |
| 1964 | El extraño viaje                                     | Fernando Fernán Gómez            |
| 1964 | La niña de luto                                      | Manuel Summers                   |
| 1963 | Del rosa al amarillo                                 | Manuel Summers                   |